# Campeonato da Europa de Atletismo de 2018 - 10000 m masculino
A prova dos 10000 metros masculino do Campeonato da Europa de Atletismo de 2018 foi disputada no dia 7 de agosto de 2018 no Estádio Olímpico de Berlim em Berlim,  na Alemanha. 

## Recordes
Antes desta competição, os recordes mundiais e do campeonato nesta prova eram os seguintes:
|                       | Nome            | Nacionalidade | Tempo     | Local    | Data                 |
| --------------------- | --------------- | ------------- | --------- | -------- | -------------------- |
| Recorde mundial       | Kenenisa Bekele | Etiópia       | 26m17s53  | Bruxelas | 26 de agosto de 2005 |
| Recorde do campeonato | Martti Vainio   | Finlândia     | 27m30s 99 | Praga    | 29 de agosto de 1978 |
| Recorde europeu       | Mo Farah        | Reino Unido   | 26m46s57  | Eugene   | 3 de junho de 2011   |

## Medalhistas
| Ouro                 | Prata             | Bronze                    |
| Morhad Amdouni (FRA) | Bashir Abdi (BEL) | Yemaneberhan Crippa (ITA) |

## Cronograma
Todos os horários são locais (UTC+2).
| Data        | Hora  | Evento |
| ----------- | ----- | ------ |
| 7 de agosto | 20:20 | Final  |

## Resultado
| Posição           | Atleta                   | Nacionalidade               | Tempo    | Notas                |
| ----------------- | ------------------------ | --------------------------- | -------- | -------------------- |
| Medalha de ouro   | Morhad Amdouni           | França                      | 28:11.22 |                      |
| Medalha de prata  | Bashir Abdi              | Bélgica                     | 28:11.76 |                      |
| Medalha de bronze | Yemaneberhan Crippa      | Itália                      | 28:12.15 |                      |
| 4                 | Adel Mechaal             | Espanha                     | 28:13.78 |                      |
| 5                 | Andy Vernon              | Grã-Bretanha                | 28:16.90 |                      |
| 6                 | Soufiane Bouchikhi       | Bélgica                     | 28:19.04 |                      |
| 7                 | Julien Wanders           | Suíça                       | 28:22.02 |                      |
| 8                 | Florian Carvalho         | França                      | 28:29.78 |                      |
| 9                 | Juan Pérez               | Espanha                     | 28:31.31 | Recorde da temporada |
| 10                | Kaan Kigen Özbilen       | Turquia                     | 28:32.93 |                      |
| 11                | Chris Thompson           | Grã-Bretanha                | 28:33.12 |                      |
| 12                | Daniel Mateo             | Espanha                     | 28:44.43 |                      |
| 13                | Lorenzo Dini             | Itália                      | 28:45.04 |                      |
| 14                | Alexander Yee            | Grã-Bretanha                | 28:58.86 |                      |
| 15                | Simon Debognies          | Bélgica                     | 29:00.98 |                      |
| 16                | Amanal Petros            | Alemanha                    | 29:01.19 |                      |
| 17                | Vasyl Koval              | Ucrânia                     | 29:07.23 |                      |
| 18                | Arttu Vattulainen        | Finlândia                   | 29:12.02 |                      |
| 19                | Nicolae Soare            | Roménia                     | 29:13.82 |                      |
| 20                | Yevgeny Rybakov          | Atletas Neutros Autorizados | 29:15.30 |                      |
| 21                | Dmytro Siruk             | Ucrânia                     | 29:19.55 |                      |
| 22                | Benjamin Rainero de Haan | Países Baixos               | 29:38.31 |                      |
| 23                | Stephen Scullion         | Irlanda                     | 29:46.87 |                      |
| 24                | Sebastian Hendel         | Alemanha                    | 29:53.45 |                      |
| 25                | Girmaw Amare             | Israel                      | 30:11.91 |                      |
| 26                | François Barrer          | França                      | 30:22.91 |                      |
| 27                | Marius Øyre Vedvik       | Noruega                     | 30:46.59 |                      |
| 28                | Samuel Barata            | Portugal                    | DNF      |                      |
| 28                | Richard Ringer           | Alemanha                    | DNF      |                      |
| 28                | Aras Kaya                | Turquia                     | DNF      |                      |
| 28                | Jakub Zemaník            | Chéquia                     | DNF      |                      |
| 28                | Polat Kemboi Arıkan      | Turquia                     | DNF      |                      |

Legenda
| Recorde mundial       | Recorde mundial (World record)               |                       | Recorde africano                      | Recorde africano (African) |                                           | Q | Classificado por posição (Qualified) |
| Recorde do campeonato | Recorde do campeonato (Championship record)  | Recorde da América    | Recorde da América (Americas)         | q                          | Classificado por melhor tempo (Qualified) |   |                                      |
| Melhor marca do ano   | Melhor marca do ano (World leading)          | Recorde asiático      | Recorde asiático (Asian)              | DNS                        | Não largou (Did not start)                |   |                                      |
| Recorde nacional      | Recorde nacional (National record)           | Recorde europeu       | Recorde europeu (European)            | DNF                        | Não terminou (Did not finish)             |   |                                      |
| Recorde pessoal       | Recorde pessoal do atleta (Personal best)    | Recorde da Oceania    | Recorde da Oceania (Oceania)          | DSQ / DQ                   | Desclassificado (Disqualified)            |   |                                      |
| Recorde da temporada  | Recorde da temporada do atleta (Season best) | Recorde sul-americano | Recorde sul-americano (South America) | NM                         | Sem marca (No mark)                       |   |                                      |